# 阿列河畔莫尼斯特罗勒
阿列河畔莫尼斯特罗勒（法語：Monistrol-d'Allier，法語發音：[mɔnistʁɔl dalje]）是法国上卢瓦尔省的一个市镇，位于该省西南部，属于布里尤德区。该市镇总面积27.32平方公里，2009年时的人口为219人。

## 人口
阿列河畔莫尼斯特罗勒人口变化图示